# Harén

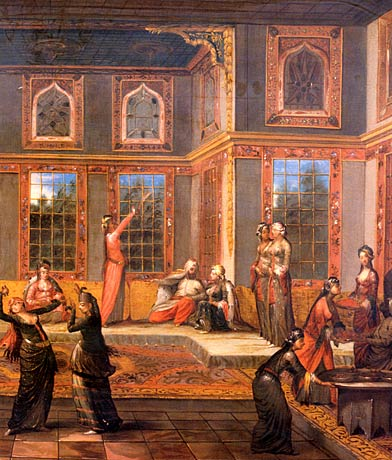
Escena ficticia en un harén con el sultán de Jean-Baptiste van Mour (1671–1737), quien vivió en Estambul entre 1699 y 1711

El término harén o harem (en árabe y persa ḥaram, "santuario", "un lugar sagrado inviolable; harén; miembros femeninos de una familia," del árabe: harîm حريم, lit. "algo prohibido" ) designa propiamente los espacios domésticos que están reservados para las mujeres de la casa en una familia musulmana. El término se refiere en general a las esposas u otras mujeres relacionadas en antiguas familias aristocráticas, así como al área aislada y apartada de una casa reservada para ellas. Entre los otomanos y safávidas se usaba también el término sarāy, serrallo o “palacio.” Es un lugar sagrado e inviolable, prohibido a cualquier hombre que no sea un miembro de la familia inmediata.
Instituciones similares han sido comunes en otras civilizaciones del Mediterráneo y Medio Oriente, especialmente entre familias reales y de clase alta, y el término se usa a veces en otros contextos. La institución del harén floreció en las sociedades musulmanas durante las sucesivas invasiones y conquistas en las regiones del Mediterráneo y el Oriente medio, África e India, posiblemente como resultado de adoptar las prácticas que ya eran comunes en la cultura persa.
Tradicionalmente se ha entendido este espacio privado como un lugar que sirve para mantener la modestia, el privilegio y la protección de la mujer[cita requerida]. Un harén puede albergar a la esposa o esposas de un hombre, a sus hijos varones prepúberes, a sus hijas solteras, trabajadoras domésticas y otras parientes solteras. En harenes reales del pasado, las concubinas del príncipe también eran alojadas en el harén. En el pasado, algunos harenes estaban custodiados por eunucos, a quienes se les permitía estar dentro. La estructura del harén y el nivel de monogamia o poligamia ha variado según las personalidades de los miembros de la familia, la situación socioeconómica y las costumbres locales. En la arquitectura residencial tradicional persa, los cuartos de las mujeres eran conocidos como andaruni (en persa: اندرونی; que significa adentro), y en el subcontinente indio como zenana (en persa: زنانه).
Aunque la institución ha experimentado un fuerte declive en la era moderna como consecuencia del cambio de educación y el acceso al trabajo fuera del hogar con contrapartida económica para las mujeres, así como a las influencias occidentales, la práctica de encerrar o aislar a las mujeres todavía sigue vigente en algunas partes del mundo, por ejemplo, en las zonas rurales de Afganistán o en países conservadores de la región del Golfo Pérsico.
En Occidente, concepciones orientalistas imaginarias del harén como un mundo oculto de subyugación sexual, donde numerosas mujeres se apoltronan en poses sexualmente sugestivas, han influido en muchas pinturas, obras teatrales, películas y obras literarias. Algunas pinturas del Renacimiento europeo que datan del siglo XVI, sin embargo, representan a las mujeres del harén otomano como personas de estatus e importancia política. En muchos períodos de la historia islámica, las mujeres en el harén ejercieron varios grados de poder político, como el Sultanato de las mujeres en el Imperio Otomano.

## Terminología
La palabra proviene del árabe ḥarīm, que puede significar "lugar sagrado inviolable", "harén" o "miembros femeninos de la familia". En varios idiomas occidentales, el término harén ha llegado a referirse también a "las esposas (o concubinas) de un hombre polígamo". La raíz semítica Ḥ-RM aparece en otros términos relacionados con la noción de interdicción o prohibición, como haram (prohibido), mahram (pariente con quien uno no se puede casar), ihram (el estado de consagración ritual de un peregrino durante el Hach) y al-Ḥaram al-Šarīf ("el noble santuario ", que puede referirse al Monte del Templo o al santuario de La Meca).
En turco de la era otomana, el harén, es decir, la parte de la casa reservada para las mujeres se llamaba haremlik, mientras que el espacio abierto para los hombres se conocía como selamlık.
La práctica de la reclusión o aislamiento femenino no es exclusiva del islam, pero en Occidente la palabra harem generalmente denota el espacio doméstico reservado para las mujeres en los hogares musulmanes. Algunos académicos han utilizado el término para referirse a familias reales poligínicas a lo largo de la historia.
En Occidente, la palabra harén designa al mismo tiempo el conjunto de mujeres (concubinas o, simplemente, mujeres hermosas) que rodeaban a un personaje importante, así como el lugar en el que ellas residían. En algunas lenguas occidentales, el término se ha utilizado en un sentido más estricto, asociado a la mujer confinada. El sentido dado por los orientales es el de "prohibido a los hombres". El término harén deriva de la palabra herâm, que sirve para designar todo aquello que es tabú, prohibido por la religión.
Normalmente en las residencias musulmanas se denominaba "Harim" a las estancias privadas y familiares donde vivían las mujeres de la casa (esposa, madres, hijas), donde solamente estaban los miembros de la familia. Las mujeres extrañas eran recibidas en aquellos aposentos, mientras que los hombres eran recibidos en un salón especial a la entrada de la vivienda.
La mitificación del harén viene de la mano de los harenes y serrallos de las cortes islámicas, dado que en numerosas ocasiones el poder político y muchas decisiones salían de allí. 
Numerosas civilizaciones antiguas tuvieron harenes. En la cultura griega se los conocía como gineceos, aunque  estos no eran verdaderos harenes, toda vez que los griegos no acostumbraban la poligamia, con la sola excepción de los macedonios, que en tiempos clásicos eran considerados bárbaros. Los últimos harenes, los que en realidad son designados por este término, son los de los sultanes y pachás del Imperio otomano.
El harén es un lugar en el que residían las concubinas oficiales del señor, así como las mujeres que este tenía a su servicio. La función de las concubinas era la de darle hijos al señor, mientras que las mujeres a su servicio le ofrecían música, danza o sexo. Los harenes estaban custodiados por los eunucos, con los que algunos señores mantenían también relaciones sexuales. Estos no eran considerados homosexuales, ya que los eunucos, debido a la ausencia de genitales masculinos por castración, se les consideraba de un género distinto al de hombre o mujer.
Frecuentemente, las mujeres preferidas eran las del grupo saqaliba (o también transcripto como: sakaliba o sacaliva o sakaliva, es decir: eslavas  -de ojos y cabellos claros- esclavizadas).[cita requerida]

## En las culturas islámicas

### Persia en épocas preislámicas
Según la Enciclopedia Iránica, la práctica de tomar grandes números de esposas o concubinas y mantenerlas en áreas apartadas solo empezó en Irán con las primeras conquistas de los medos. Por ejemplo, Estrabón en su Geografía escribe que: "La costumbre [entre los medos] de que los reyes tengan muchas esposas es más general, se encuentra también entre las tribus de las montañas, pero no se les permite tener menos de cinco. De igual manera, a las mujeres les parece honorable que los esposos tengan tantas esposas como puedan, y consideran que es un infortunio tener menos de cinco." El objeto de estas prácticas era el de tener muchos hijos. Clearco de Solos menciona en sus biografías (Perì Βίοι) que los medos ponían eunucos como guardianes de estas mujeres. Con todo, considerando que varias mujeres de la realeza y aristocracia aqueménida gozaron de un alto estatus social y las numerosas evidencias respecto a su educación y participación en actividades públicas, es improbable que estas mujeres estuvieran encerradas y aisladas en un harén. La práctica de harenes reales custodiados por eunucos continuó sin mayores modificaciones durante los periodos persa, seléucida, y sasánida. Con la subsiguiente conquista musulmana de Persia, los abasíes adoptaron y continuaron la práctica, esparciéndola a todo su imperio.

### Califatos omeya y abasí
El sistema del harén se institucionalizó por primera vez en el mundo islámico bajo el califato abasí. El aislamiento de las mujeres se estableció en varias comunidades del Mediterráneo Oriental, Mesopotamia y Persia antes del advenimiento del islam, y algunos académicos creen que los musulmanes adoptaron la costumbre de los Imperios Bizantino y Persa, interpretando retrospectivamente el Corán para justificarlo. Aunque el término harem no denota los alojamientos de las mujeres en el Corán, los comentaristas coránicos usaron una serie de versículos coránicos que hablaban de la modestia y el aislamiento como una justificación religiosa para la separación de las mujeres de los hombres, incluido el llamado verso hiyab (33:53). En el uso moderno, hiyab se refiere coloquialmente al atuendo religioso que usan las mujeres musulmanas, pero en este verso significa "velo" o "cortina" que separa físicamente el espacio femenino del masculino. Aunque los comentaristas clásicos estuvieron de acuerdo en que el verso hablaba de una cortina que separaba las habitaciones de las esposas de Mahoma de los visitantes a su casa, generalmente vieron esta práctica como un modelo para todas las mujeres musulmanas.
Según la profesora de estudios religiosos Anwar, la conquista de la Persia sasánida condujo a la asimilación de la cultura persa, especialmente en las ciudades guarniciones. Los nobles y líderes abasíes consiguieron, gracias a sus conquistas y expansión, enormes riquezas así como la oportunidad de tener, heredar y capturar prisioneros de guerra, entre los que se incluían eunucos, mujeres y niños, muchos de los cuales habían sido dependientes o miembros del harén de las derrotadas clases altas sasánidas. Los líderes y gobernantes abasíes rápidamente adoptaron la costumbre persa de tener cientos de concubinas y esclavos y mantuvieron los harenes en sus palacios. En contraste con la época anterior del profeta Mahoma y el Califato Rashidun, las mujeres en las sociedades omeya y abasí estaban ausentes de todos los ámbitos de los asuntos centrales de la comunidad. Mientras sus antepasadas musulmanas guiaban a los hombres a la batalla, iniciaban rebeliones y desempeñaban un papel activo en la vida comunitaria, como se demuestra en la literatura de los hadices, las mujeres abasíes ya eran mantenidas idealmente en reclusión. Así, tras las conquistas militares de la época, un hombre de la élite podría en potencia llegar a tener mil esclavos, y los soldados comunes podían tener unas diez personas a su servicio.
Nabia Abbott, destacada historiadora sobre las mujeres de la élite en el califato abasí, describe la vida de las mujeres del harén de la siguiente manera:
Las mujeres más selectas eran encarceladas detrás de pesadas cortinas y puertas cerradas, cuyas cuerdas y llaves eran confiadas a las manos de esa criatura lamentable: el eunuco. A medida que crecía el tamaño del harén, los hombres se entregaban al placer hasta la saciedad. La saciedad dentro del harén individual significaba aburrimiento para el único hombre y negligencia para las muchas mujeres. En tales condiciones ... la satisfacción por medios perversos y antinaturales se infiltró en la sociedad, particularmente entre sus clases altas.
La comercialización de seres humanos, en particular mujeres, como objetos de uso sexual significaba que los hombres de élite eran dueños de la gran mayoría de las mujeres con las que interactuaban, y se relacionaban con ellas como lo harían los amos con las esclavas. Ser esclavo significaba una relativa falta de autonomía durante este período de tiempo, y pertenecer a un harén hacía que una esposa y sus hijos tuvieran pocas garantías de estabilidad y apoyo continuo debido a la política volátil de la vida en el harén. Los hombres de élite expresaron en la literatura el horror que sentían a causa de la humillación y degradación de sus hijas y parientes femeninas. Por ejemplo, los versos dirigidos a Hasan ibn al-Firat sobre la muerte de su hija decían:
A Abu Hassan le doy el pésame.
En tiempos de desastre y catástrofe
Dios multiplica las recompensas para el que es paciente.
Ser paciente en la miseria
equivale a dar gracias por un regalo.
Entre las bendiciones de Dios sin duda
están la preservación de los hijos

y la muerte de las hijas.
Incluso en estas circunstancias, cortesanas y princesas escribieron poesía prestigiosa e importante. Sobrevive lo suficiente como para darnos acceso a las experiencias históricas de las mujeres y revela algunas figuras vivaces y poderosas, como la mística sufí Rabia al Adawiyya (714-801 d. C.), la princesa y poeta 'Ulayya bint al-Mahdi (777- 825), y las cantantes (qiyan) Shāriyah (c. 815-70), Faḍl al-Shāʻirah (m. 871) y Arib al-Ma'muniyya (797-890).
Según Anwar, la práctica de tener harenes se convirtió en parte importante de la estructura social resultante de la expansión musulmana y su asimilación de la cultura persa y otras, estructura que ha sido llamada el "sistema a'yan-amir" en la que el poder en las ciudades guarniciones era compartido entre los "notables" de los pueblos y aldeas y los líderes o comandantes militares allí acuartelados. De acuerdo con Anwar, esta repartición del poder resultó en un conflicto constante alrededor del estatus social, según el cual el honor de un hombre dependía en gran medida de la honra de sus esposas, concubinas, hijas y esclavas que tenían que ser "protegidas" de manera rígida y severa de las manos de otros hombres, llevando a la práctica de la reclusión y el aislamiento total.

### El harén en el Ándalus
El mayor harén de al-Ándalus se encontraba en Córdoba en tiempos del Califato occidental.[cita requerida] Agrupaba a unas 5.000 personas, siguiendo la jerarquía habitual de los harenes musulmanes.
En el Reino de Granada, era conocido como "El Serrallo" del árabe (السراج).[cita requerida]

### Imperio otomano

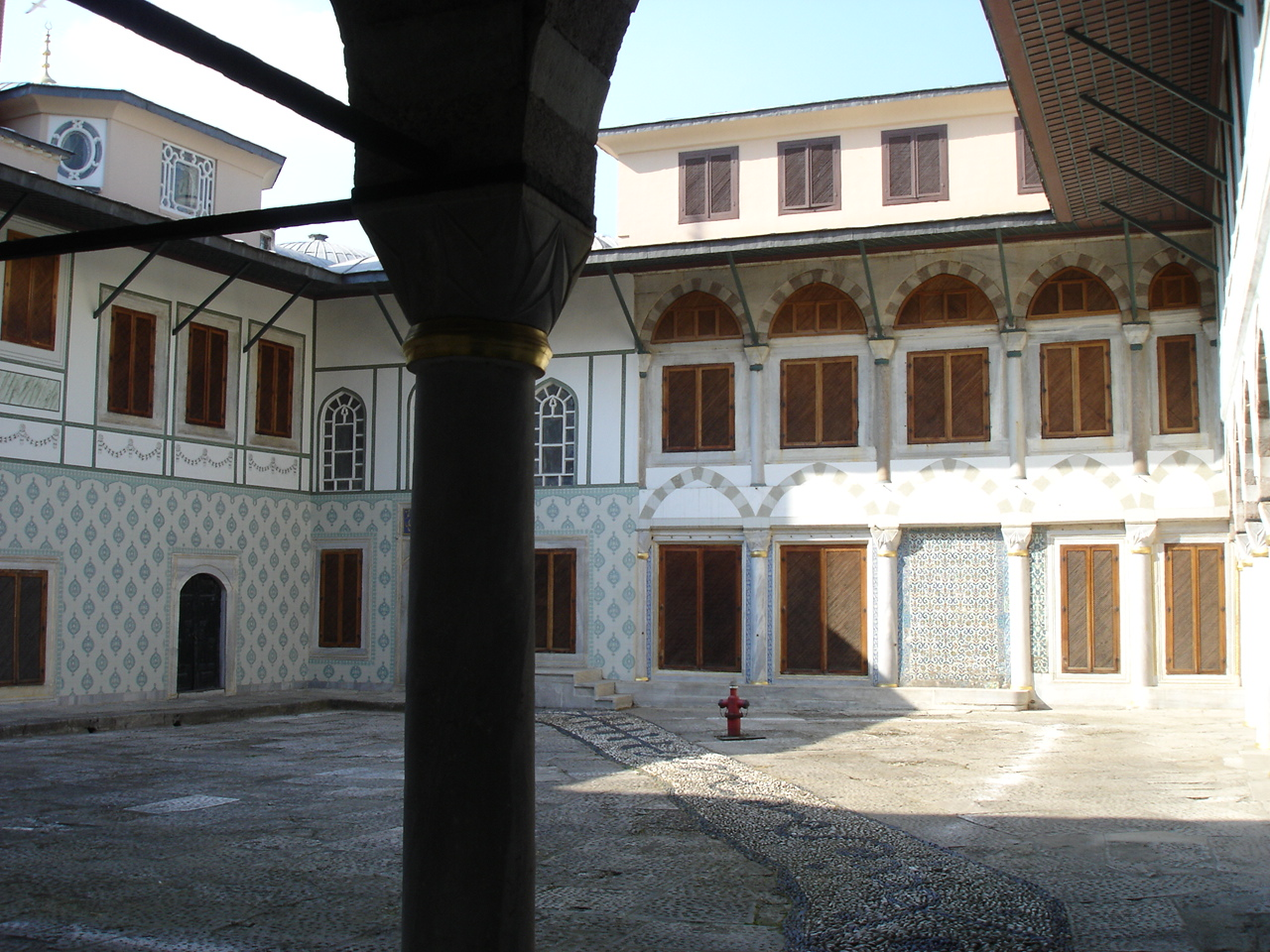
Habitaciones de la (Valide-i Sa'ide) en el harén del serrallo de Topkapı (Estambul)

En la conciencia y en la imaginación de los europeos, el harén como lugar y el harén como conjunto de mujeres provienen de las fantasías y mitos que rodeaban al harén de los sultanes otomanos. Como señala Elçin Kürsat “La historiografía de los países islámicos guarda silencio sobre las mujeres. Esto es especialmente cierto para las mujeres rurales y las mujeres de las clases bajas, pero incluso las crónicas de la corte apenas si contienen información sobre la vida de las residentes del harén: el harén se mantuvo misterioso e inexplicable como lugar de residencia, institución educativa y espacio social." Incluso las descripciones y pinturas de los visitantes europeos a Constantinopla, que se crearon en gran número desde el siglo XVI y cuyos autores a veces afirmaban haber sido testigos directos dependían de estas fuentes. Las supuestas condiciones de vida en los harenes fueron posteriormente aplicadas, junto con el nombre “harén”, a fenómenos similares en otras culturas y regiones y en otras épocas, por ejemplo al “harén” de los faraones egipcios y los emperadores chinos. 
La visión del harén de los sultanes otomanos como un lugar de poligamia y poliginia se evidencia, por ejemplo, en un informe del intérprete y cronista otomano Osman Ağa de Timisoara († c. 1725), que se basa en el regulaciones del corán:
¡Hombres! ¡Temed a vuestro Señor, Que os ha creado de una sola persona, de la que ha creado a su cónyuge, y de los que ha diseminado un gran número de hombres y de mujeres! ¡Temed a Alá, en Cuyo nombre os pedís cosas, y respetad la consanguinidad! Alá siempre os observa. Dad a los huérfanos los bienes que les pertenecen. No sustituyáis lo malo por lo bueno. No consumáis su hacienda agregándola a la vuestra. Sería un gran pecado. Si teméis no ser equitativos con los huérfanos, entonces, casaos con las mujeres que os gusten: dos, tres o cuatro. Pero. si teméis no obrar con justicia, entonces con una sola o con vuestras esclavas. Así, evitaréis mejor el obrar mal.

Bienaventurados los creyentes, que hacen su azalá con humildad, que evitan el vaniloquio, que dan el azaque, que se abstienen de comercio carnal, salvo con sus esposas o con sus esclavas en cuyo caso no incurren en reproche
Osman Ağa comenta “Con nosotros, las mujeres, de acuerdo con nuestra fe, se someten a los mandamientos de Alá y la palabra de Su Profeta. Los que pueden pagarlo pueden tener cuatro esposas y tantas concubinas como puedan. A este respecto, nuestras mujeres no tienen nada que decir."
Los harenes con varias esposas o concubinas eran muy poco comunes en el Imperio Otomano. Es probable que aquellos de las provincias árabes fueran más comunes en comparación con las provincias europeas y de Anatolia. Para el siglo XIX, por ejemplo, el 16% de los hombres musulmanes en Nablus tenía más de una mujer, en Damasco el 12%, mientras que en Estambul solo el 2%. 
El harén imperial del sultán otomano (harem-i hümâyûn / حرم همايون), que también era llamado "serrallo" en Occidente (de sarā-ye ḥaram “el área del harén,” luego ḥaram-sarāy y finalmente sarāy, "palacio"), era el más grande de su época y era parte del Palacio de Topkapi. El harén del sultán otomano (harem-i hümâyûn / حرم همايون) era el más grande de su época. En el Palacio de Topkapi había más de 300 habitaciones, que estaban disponibles para el harén que llegó a tener (en 1633) más de 800 mujeres. También albergaba a la Valide sultan, así como a las hijas del sultán y otras parientes femeninas.  Eunucos y sirvientas también eran parte del harén. Durante períodos posteriores, los hijos varones del sultán vivieron en el harén hasta los 12 años. Entre los siglos XVI y XIX, sin embargo, el harén no fue solo un lugar de placer sexual regulado para el sultán, sino más bien un lugar de reproducción de la dinastía y, así, un lugar de familia y, por lo tanto, de política imperial. Hoy en día se reconoce más comúnmente que el propósito de los harenes durante el Imperio Otomano era la educación de las futuras esposas de miembros de la nobleza y de la realeza. Estas mujeres habrían sido educadas para poder aparecer en público como esposas reales.
En el Imperio otomano, el harén era una sociedad casi autónoma, organizada y jerarquizada en la que se podían tramar todo tipo de conspiraciones. Se utilizaba el veneno para quitarse de encima a rivales o para eliminar a los aspirantes a la sucesión[cita requerida]. Había una jerarquía estricta en el harén del sultán. En orden descendente, la jerarquía del harén era:
- La Valide-i Sa'ide (en turco: Madre Dirigente o la que gobierna), Era la principal autoridad en el harén y en el Palacio Imperial (Topkapi Saray) y en el Eski Saray. Por lo general siempre era la Valide Sultan solo una vez hubo una Valide-i Sa'ide y una Valide Sultan.
- La Valide Sultan (en turco: madre sultana), era la madre del sultán. Quedaba fuera del harén a la muerte de su hijo.
- La Haseki Sultan, nombre que recibía la esposa o consorte legal y madre del heredero al título. Y en el caso de Hürrem Sultan Consorte Imperial.
- La Büyük Valide Sultan (Gran Valide Sultan): Tradicionalmente este título lo ostentaba la abuela del sultán o la anterior valide si es que aún se mantenía con vida. Estas seguían recibiendo el mismo respeto pero perdían poder en el harén imperial, a menos que se les adjudicara algún otro título que les permitiera permanencer en el palacio.
- Las favoritas del sultán; solían ser cuatro. Podían tener los siguientes títulos:
  - Las hermanas o hijas del sultán, igualmente llamadas por el título ¨Sultán¨, el cual seguía al nombre.
  - Las Baš Kadin, esposas y madres de los pretendientes al título de sultán. No podían casarse de nuevo si el sultán fallecía y, si sus hijos morían, quedaban fuera del harén.
  - Las Haseki Kadin eran las madres de las hijas del sultán. Podían casarse de nuevo si enviudaban.

- Por debajo de la(s) Kadın estaban las Ikbal, mujeres del harén con las que el sultán había dormido al menos una vez. Estas mujeres no tenían necesariamente que haberle dado un hijo al sultán, sino simplemente haber atraído su atención. A muchas de estas mujeres las llamaban Gözde (que significa "Favorita" o "en los ojos de"), por haber atraído la atención del sultán.
- Las Cariye eran las mujeres que servían a la Valide Sultan, así como a los hijos de las Ikbal y Kadin con el sultán. Podían ser ascendidas a Kalfas lo que significaba que eran libres y ganaban sueldos. De lo contrario, eran propiedad del sultán y vivían en el harén. Tales mujeres eran libres de irse tras servir por nueve años.

Por debajo estaban las esclavas (siendo la mayoría no musulmanas) y los eunucos, compuesto por:
Las Kalfas (mujeres a cargo de la servidumbre) y los Aghas.
- Las favoritas, que si tenían un hijo, podían convertirse en "madres reales" y eran libres a la muerte del sultán.
- Las observadas, las cuales a través de sus dotes y talentos eran escogidas y educadas para poder ser favoritas.
- Las concubinas o Hatun, que podían igualmente llegar a convertirse en favoritas si llamaban la atención del sultán.
- Las diplomadas en la escuela del harén.
- Las alumnas de la escuela del harén, que estudiaban música, canto, baile, poesía, artes amatorias, el turco otomano y el persa. La mayoría terminaban casadas con oficiales o funcionarios.
- Los sirvientes y guardias.

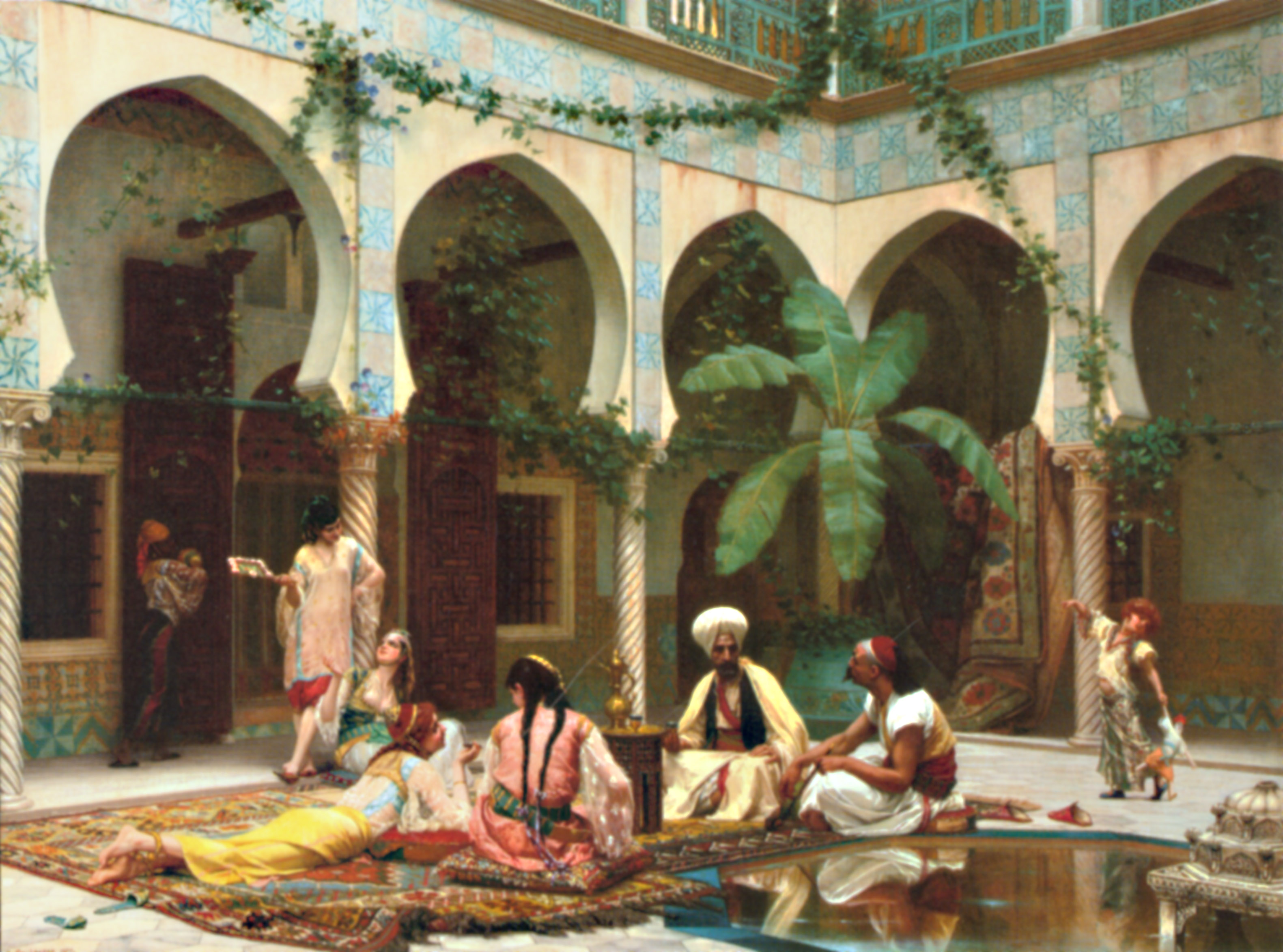
El harén del palacio de Gustave Boulanger

La madre del sultán ejercía una gran influencia en el harén porque, como antigua haseki, conocía mejor las costumbres. Casi siempre era ella quien elegía a la nueva ikbal del sultán para su dormitorio. También tratababn de prevenir la monogamia para que ninguna mujer pudiera llegar a tener demasiada influencia sobre el sultán. La siguiente persona en importancia en el harén era el jefe de los eunucos negros (Kızlar Ağası). Este supervisaba el trabajo de todos los demás eunucos, cuyo trabajo era enseñar a las mujeres del harén y cuidar de su higiene personal, así como regular los asuntos monetarios del harén. El Kızlar Ağası también era el vínculo entre el harén y el mundo exterior.
En general, a todas las mujeres de un harén otomano (y luego por extensión, de cualquier país islámico) que no fueran consideradas como las 4 esposas recibían el nombre de odaliscas (del turco: odalik — mujer de la "oda": recámara, dormitorio).
El harén otomano tiene como palabra casi sinónima la de serrallo, italianismo "serraglio", que por su parte es deformación diminutiva de la palabra turca saray (palacio), ya que el harén principal del sultán en Estambul estaba en un pequeño y lujoso recinto dentro del palacio imperial. Después de las reformas de Mustafa Kemal Atatürk, estos harenes se prohibieron y se les dio libertad a las mujeres que lo componían, devolviendo a la mayoría a sus respectivas familias.

### Lazenana(India musulmana)
Después de la conquista musulmana de la India, sobre todo los Rajputs empezaron a utilizar una técnica similar de confinamiento de las mujeres en partes de la vivienda o alas de los palacios, a los que llamaron zenana.[cita requerida] La función de estas dependencias era la de proteger a mujeres, esposas, hijas y hermanas de los invasores.

### Eunucos, esclavitud y harenes imperiales

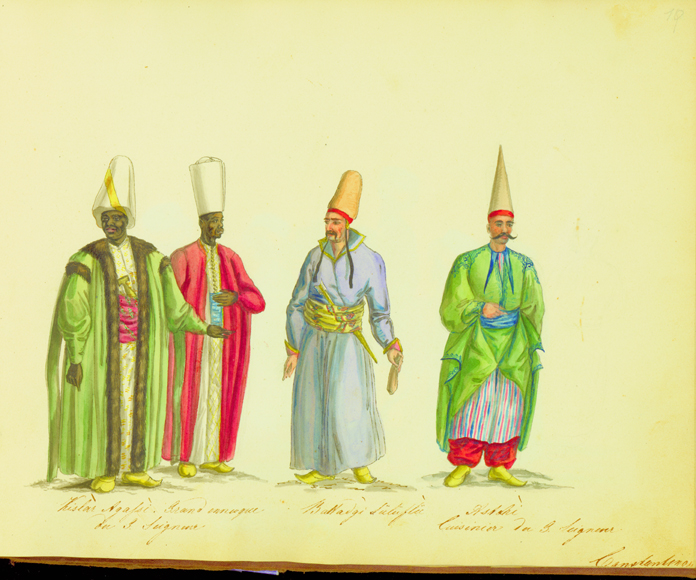
El Ağası, jefe de los eunucos negros del harén imperial otomano

Los eunucos probablemente fueron introducidos en el islam a través de la influencia de las cortes imperiales persas y bizantinas. El uso de eunucos como guardianes de los harenes entre medos, persas y sasánidas fue reportado por varios cronistas griegos, y los abasíes y las subsiguientes dinastías musulmanas mantuvieron la práctica, cuando gracias a sus conquistas militares lograron el control de los numerosos esclavos y harenes persas y empezaron a adoptar las prácticas culturales persas, particularmente en las ciudades guarnición.
Como las dinastías musulmanas anteriores, los otomanos usaron eunucos como guardianes del harén. El Palacio de Topkapi de Estambul albergaba a varios cientos de eunucos a fines del siglo XVI. El eunuco principal que custodiaba la entrada del harén era conocido como kızlar ağası. Los eunucos eran esclavos nilóticos capturados en las cercanías del Nilo y transportados a través de puertos en el Alto Egipto, Sudán y Abisinia, o esclavos europeos como eslavos y francos. Según la Enciclopedia del Islam, la castración estaba prohibida en la ley islámica "por una especie de consenso tácito" y los eunucos eran adquiridos de traficantes cristianos y judíos. Al-Muqaddasi identifica una ciudad en España donde la operación era realizada por judíos y los sobrevivientes eran enviados al extranjero. La Enciclopedia Judaica declara que la ley talmúdica cuenta a la castración entre las mutilaciones que dan derecho a un esclavo a ser liberado de inmediato, de modo que la capacidad de los comerciantes de esclavos judíos de proveer eunucos a los harenes dependía de si podían adquirir varones castrados.
El eunuco de piel oscura era considerado como la encarnación de la tiranía sensual que dominaba en el palacio otomano de las fantasías, ya que había sido "cortado" o "completamente mutilado" para convertirlo en el "mejor de los esclavos" para el gobernante supremo. En la corte otomana, los eunucos blancos, que en su mayoría eran traídos de centros de castración en la Europa cristiana y Circasia, eran responsables de gran parte de la administración del palacio, mientras que los eunucos negros, que habían sufrido una forma más radical de castración, eran los únicos esclavos varones empleados en el harén real.
El principal eunuco negro, o Kizlar Agha, llegó a ganar una gran cantidad de poder dentro del Imperio Otomano. No solo manejaba todos los aspectos de la vida de las mujeres del harén, sino que también era responsable de la educación y la etiqueta social de los príncipes y las mujeres jóvenes en el harén. Organizaba todos los eventos ceremoniales dentro del harén, incluidas las bodas y las fiestas de circuncisión, e incluso notificaba a las mujeres sobre sus condenas a muerte cuando eran "acusadas de delitos o implicadas en intrigas de celos y corrupción".
Narraciones de viajeros del siglo XIX describen que eran servidos por esclavos eunucos negros. La trata de eunucos fue suprimida en el Imperio Otomano a partir de mediados del siglo XIX y la esclavitud fue legalmente abolida en 1887 o 1888. Los esclavos de finales del siglo XIX en Palestina incluían africanos esclavizados y las hijas vendidas de campesinos palestinos pobres. Tanto los árabes como los judíos poseían esclavos. Los circasianos y abasios del norte del Mar Negro también pueden haber estado involucrados en el comercio de esclavos otomano.

## Instituciones similares en otras culturas

### Antiguo Egipto
En el antiguo Egipto, la Casa Jeneret se parecía poco a la noción occidental de harén, llegada hasta nuestros días gracias a la propaganda contraria al Imperio otomano. Era la institución encargada de la educación de los príncipes y princesas, papel que, como es fácil de suponer, resulta universal a este tipo de organismos en todas las sociedades que han contado con ellas; también era el lugar en donde residían las "esposas diplomáticas".
El faraón, en algunas épocas, exigía a los reyes con los que estaba aliado que le entregaran a sus hijas mayores a un lugar en el que se recibía educación y se concentraban grandes dosis de poder. Las concubinas competían entre sí para conseguir que sus hijos obtuvieran cargos de importancia.
El harén egipcio era un lugar relativamente abierto, donde las mujeres recibían visitas, practicaban la artesanía, tejían telas para el faraón y se educaba a las jóvenes muchachas. En Egipto no existía un único harén, sino que eran varios, situados contiguamente a los palacios del faraón, pero de tamaño variable. En El Fayum había uno de estos harenes, en el que parece que se alojaban las abuelas de la nobleza.
La Casa Jeneret egipcia era asimismo un lugar de secretos, intrigas, luchas de poder, rivalidades y conspiraciones. Normalmente sólo los hijos varones de la gran esposa real tenían la posibilidad de convertirse en príncipe heredero. Durante su minoría de edad, algunos preceptores se encargaban de su educación dentro de la Casa Jeneret. El personal era exclusivamente masculino y, contrariamente a los harenes del Imperio otomano, no había eunucos.

#### Conspiración del harén
Un ejemplo de estas conspiraciones tramadas en el interior del harén se produjo hacia finales del reinado del faraón Ramsés III. Estuvo liderada por la reina secundaria Tiy, que quería situar en el trono a uno de sus hijos, Pentauret, para lo que se ganó la simpatía de todas las mujeres del harén de Ramsés, además de importantes funcionarios. El plan era asesinarle en la Fiesta del Valle de Medinet Habu. Pero la trama fracasó y se ejecutó a 17 conspiradores; a siete se les ofreció la más digna opción de suicidarse, como fue el caso de Pentauret.
El proceso y la ejecución parece que se efectuaron durante el reinado de Ramsés IV y se conserva documentado en uno de los papiros de Turín. Actualmente se duda si realmente Ramsés III fue asesinado en el complot, pero lo cierto es que murió aproximadamente a los 65 años, y su momia no presenta signos de violencia.

#### Estructura
Las Casas Jeneret egipcias tenían la siguiente estructura:
Mujeres:
- La gran esposa real.
- La superiora.
- Las esposas secundarias.
- Las favoritas (Jekerut-nesut).
- Las guapas (neferut).

Administración del harén:
- El jefe de la administración.
- El adjunto.
- Los escribas.
- Los guardias.
- Los sirvientes.

### Grecia clásica
El gineceo (del griego: γυναικηΐη) era el lugar de la casa en el que vivían las mujeres. La sociedad griega no permitía la participación femenina directa en actividades intelectuales ni políticas, que eran reservadas exclusivamente a los hombres. A las mujeres nobles apenas se les dejaba salir del gineceo, lugar en el que realizaban sus actividades. Los hijos varones eran educados en estos aposentos hasta cumplir los seis años.

## Representaciones occidentales

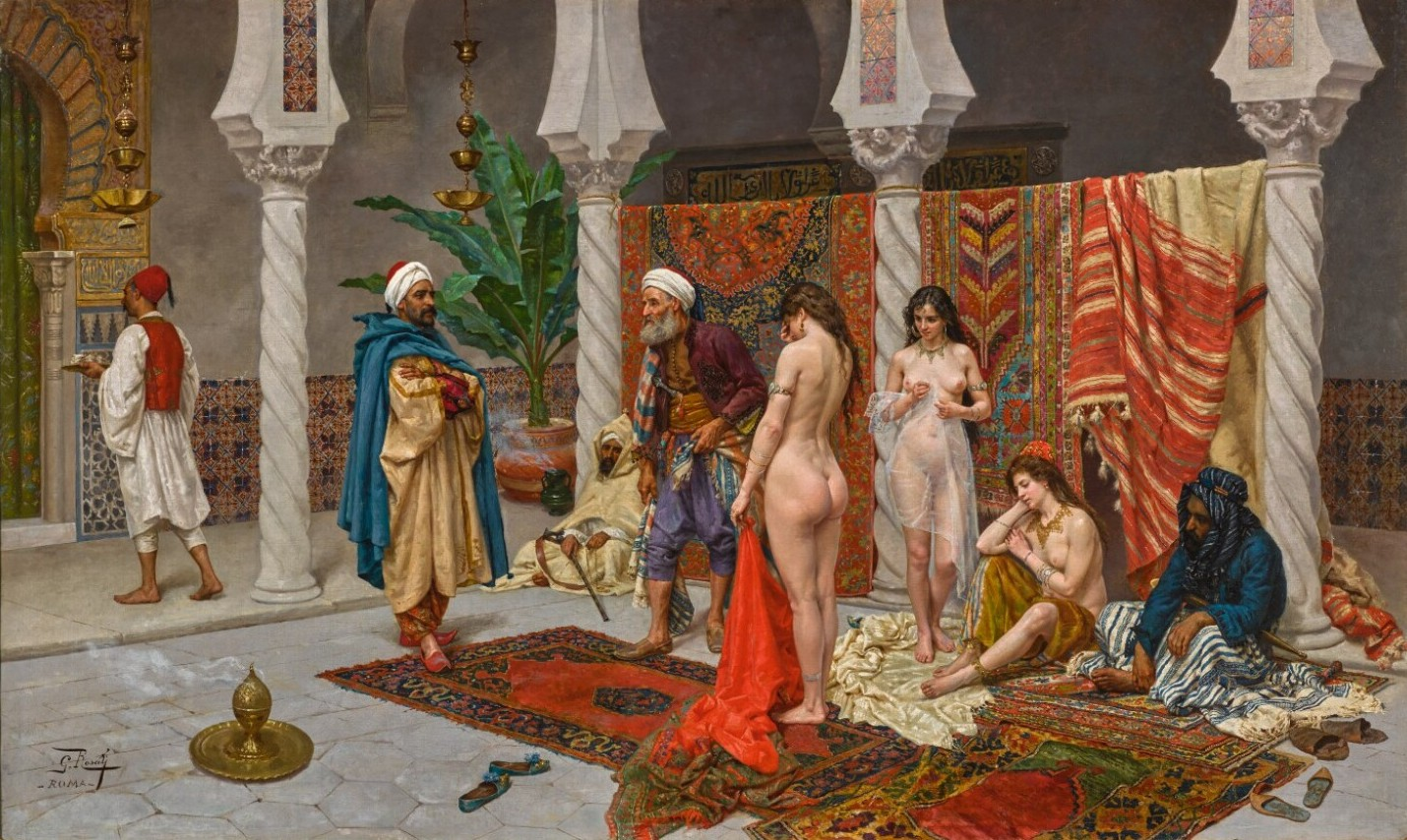
Una recién llegada de Giulio Rosati, escena en que los eunucos inspeccionan una nueva mujer en el harén

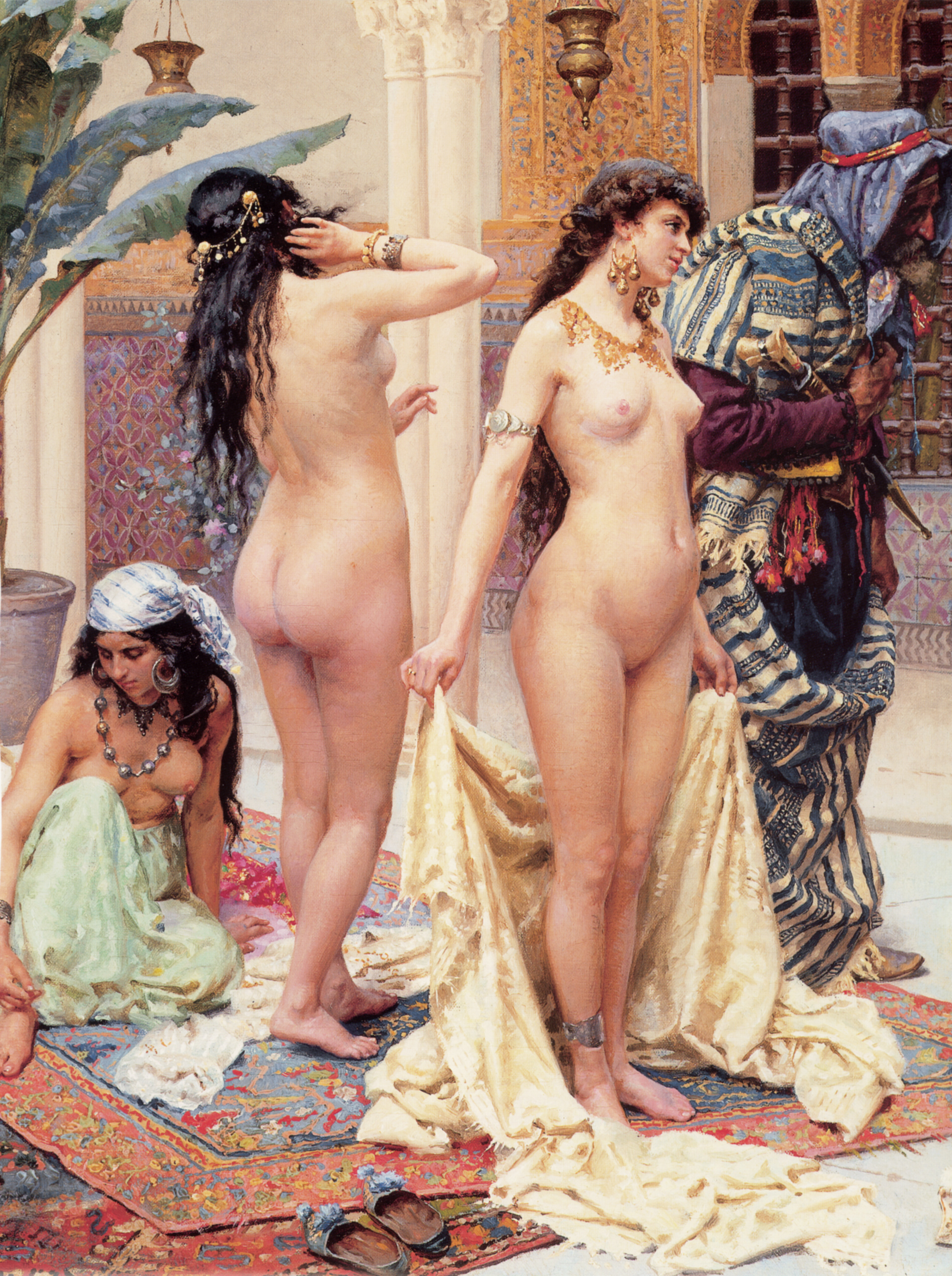
Selección de la favorita de Giulio Rosati

Una visión imaginaria y distinta del harén surgió en Occidente a partir del siglo XVII, cuando los europeos se dieron cuenta de que los harenes musulmanes albergaban a numerosas mujeres. La institución de la poligamia islámica, y en particular el harén, que estaba protegido de miradas indiscretas, ejerció una fuerte fascinación en la Europa cristiana en los siglos XVIII y XIX. En contraste con las opiniones europeas medievales, que concebían a las mujeres musulmanas como víctimas pero poderosas a través de sus hechizos y engaños, durante la era del colonialismo europeo el "harén imaginario" llegó a representar lo que los eruditos orientalistas veían como un estado subyugado y humillado de la mujer en la civilización islámica. Estas nociones servían para presentar a Occidente como culturalmente superior y justificar la empresa colonial. Bajo la influencia de Las mil y una noches, el harén a menudo se concibió como un burdel personal, donde numerosas mujeres se apoltronaban en poses sugerentes, dirigiendo su sexualidad fuerte pero oprimida hacia un solo hombre en una forma de "lujuria competitiva".

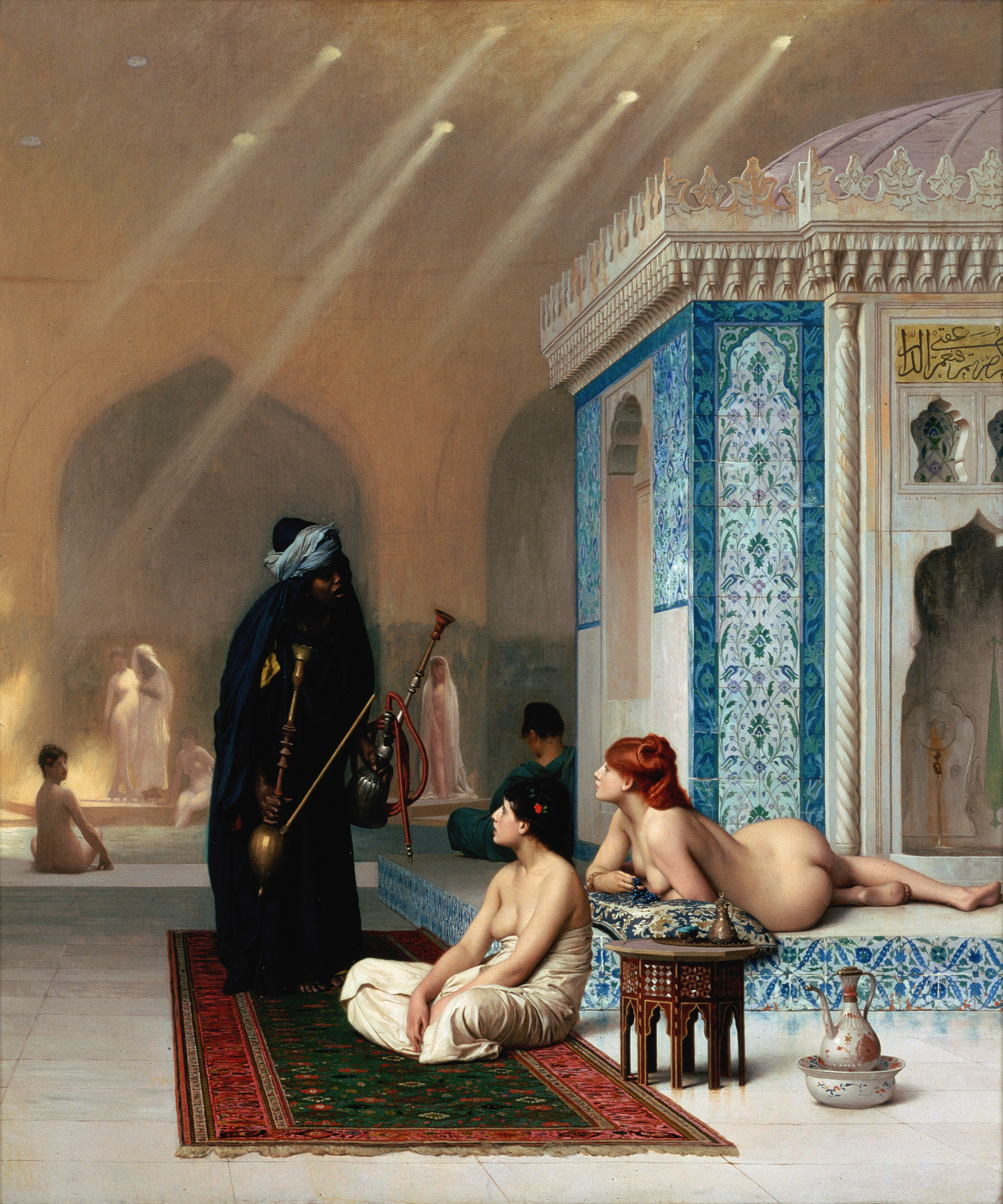
Los baños del harén de Jean-Léon Gérôme.

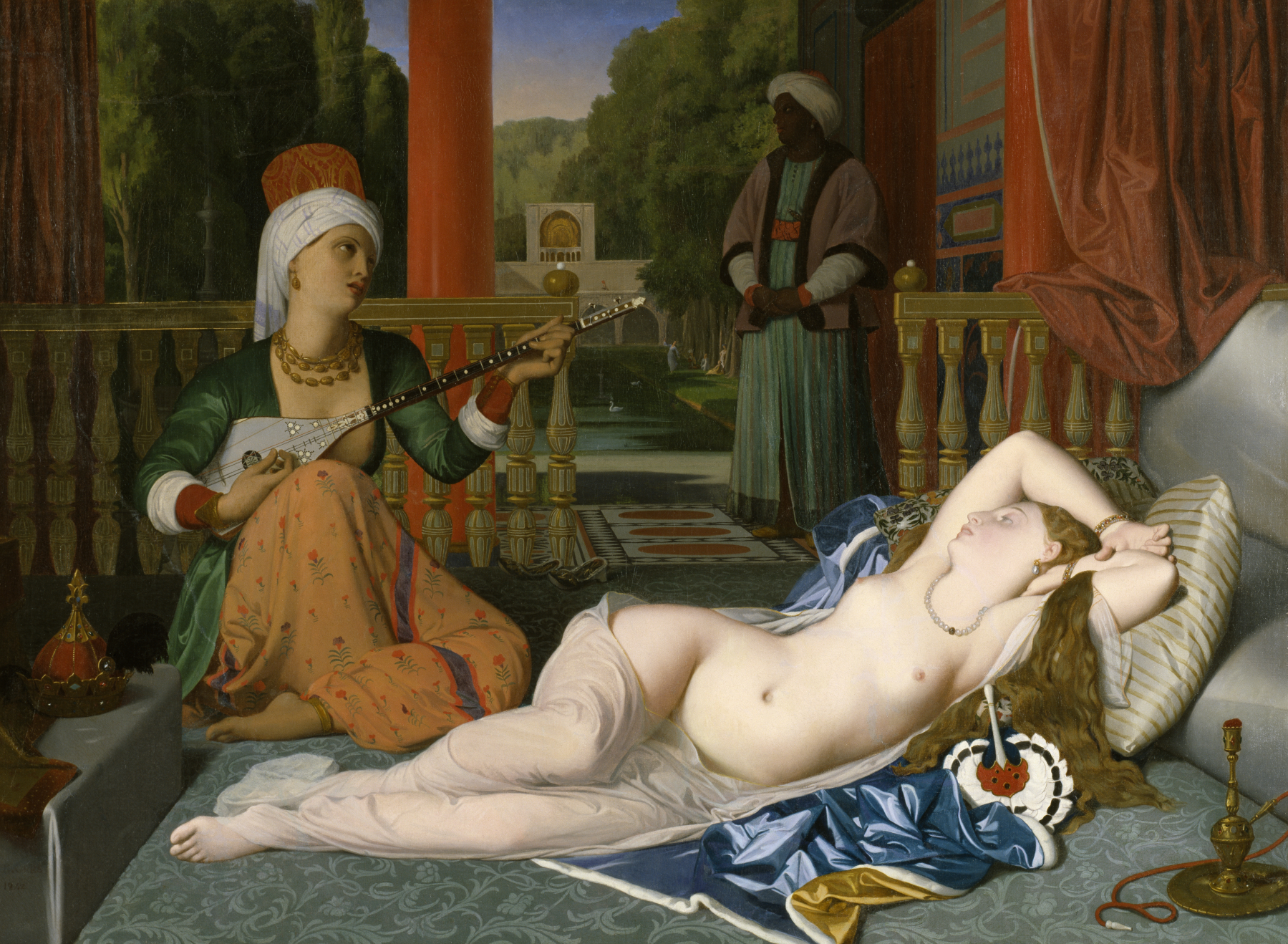
Pintura de Ingres, 1840 (Museo Walters de Baltimore).

La representación de escenas de harén fue un tema popular en la pintura orientalista. Jean-Auguste-Dominique Ingres (1780-1867), Jean-Léon Gérôme (1824-1904) y Fernand Cormon (1845-1924), por ejemplo, pintaron fantasías con tintes eróticos en las que el harén estaba habitado por odaliscas en su mayoría desnudas que esperaban a ser escogidas por su amo. Estas pinturas orientalistas reflejaban la visión erotizada del islam en Europa, con el lujo, el ocio y la lujuria como motivos comunes. Estas imágenes constituían la "geografía imaginativa" descrita en el Orientalismo de Edward Said. Había una prevalencia de la desnudez en las escenas de baño y la representación de la poligamia con varias mujeres y generalmente un solo hombre en las pinturas. Las mujeres en estas pinturas a menudo eran retratadas como de piel clara, mientras que los hombres a menudo eran pintados con pieles más oscuras. En contraste con esto, artistas otomanos como Abdülcelil Çelebi Levni, Buharî o Enderûnlu Fâzıl pintaron escenas de harén realistas en las que sus residentes se muestran en situaciones cotidianas y vestidas. Así mismo, retratos de mujeres notables del harén imperial eran menos sexualizados y muchos de ellos eran similares a los retratos tradicionales europeos en sus vestimentas y rasgos físicos. Los retratos del artista italiano Tiziano de Hurrem Sultan y de su hija Mihrimah Sultan son extremadamente similares a su popular Retrato de una dama, siendo la única diferencia notable el tocado otomano. De los artistas que ilustraron el harén imperial otomano, muy pocos visitaron el imperio y todos eran hombres, por lo que es muy posible que estas representaciones no fueran ni precisas ni auténticas.
Un tema centenario en la cultura occidental es la representación de mujeres europeas que eran llevadas a la fuerza a harenes orientales, como se evidencia, por ejemplo, en la ópera El rapto en el serallo de Mozart, que trata sobre el intento de rescate que hace el héroe Belmonte de su amada Constanza del serrallo/harén del Pasha Selim, o en el Cándido de Voltaire, en el capítulo 12, en el que la anciana relata las experiencias que tuvo tras haber sido vendida en harenes a lo largo del Imperio Otomano. 
Gran parte de la ópera El corsario de Verdi tiene lugar en el harén del Pasha Seid, donde Gulnara, la favorita del Pasha, se cansa de la vida en el harén y anhela la libertad y el amor verdadero. Finalmente, se enamora del apuesto corsario invasor Corrado, asesina al Pasha y escapa con el corsario, sólo para descubrir que este ama a otra mujer. 
The Lustful Turk (El turco lujurioso), una conocida novela erótica británica de 1828, también se basó en el tema de las mujeres occidentales que son obligadas a la esclavitud sexual en el harén de los Dey de Argel, mientras que en  A Night in a Moorish Harem (Una noche en un harén moro), de 1896, un occidental es invitado a un harén y resulta teniendo sexo prohibido con nueve concubinas. En ambas obras, el tema de "Occidente vs. Oriente" está claramente entretejido con los temas sexuales. 
La novela El árabe y la película en ella basada (The Sheik), una producción de Hollywood de 1921, son controvertidas y probablemente las obras más conocidas que fueron creadas al hacer uso de este motivo. Durante décadas han aparecido muchas críticas a estas obras, especialmente de manera reciente, sobre varios de sus elementos fuerte e inequívocamente orientalistas y colonialistas, y en particular en contra de ideas estrechamente relacionadas con la trama central de la violación, según la cual para las mujeres, la sumisión sexual es una condición necesaria y natural, y el amor interracial entre una inglesa y un árabe, un "nativo", se evita, a la vez que la violación se justifica en última instancia cuando el violador resulta ser europeo en lugar de árabe.
Angelique and the Sultan, parte de la serie de novelas históricas Angélique de Anne y Serge Golon y luego convertida en película en 1968, tiene el tema de una mujer noble francesa del siglo XVII que es capturada por piratas y llevada al harén del rey de Marruecos. Luego apuñala al Rey con su propia daga cuando él intenta tener sexo con ella y organiza un atrevido escape. 
El escritor ruso Leonid Solovyov, adaptando los cuentos populares de Nasreddin en Oriente Medio y Asia Central en su libro Возмутитель спокойствия (El mendigo en el harén) agregó prominentemente el tema de que la amada de Nasreddin es llevada al harén del Emir de Bujará y los esfuerzos del protagonista por sacarla de allí, un tema completamente ausente en los cuentos populares originales. 
Estudio en escarlata, el primero de los misterios de Sherlock Holmes de Conan Doyle, aplica muchas de las convenciones anteriores al fenómeno históricamente diferente del matrimonio polígamo mormón. En los días salvajes del asentamiento mormón temprano en Utah, la amada del protagonista es secuestrada y puesta en contra de su voluntad en el harén de un anciano mormón, donde muere. Al no haber podido rescatarla, el protagonista se empeña en vengarse de los secuestradores, que es el trasfondo del misterio resuelto por Holmes. 
En The War in the Air de H.G. Wells, la civilización se derrumba debido a una guerra global. Cuando Inglaterra vuelve a la barbarie, un hombre fuerte local se apodera de una ciudad y, entre otras cosas, comienza a obligar a las mujeres jóvenes a ingresar en un harén que está construyendo. El protagonista debe luchar y matarlo para evitar que su novia sea incluida.